# Tori Amos/Diskografie
Diese Diskografie ist eine Übersicht über die musikalischen Werke der US-amerikanischen Rock-Sängerin Tori Amos, ihrer ehemaligen Band Y Kant Tori Read und ihrer Pseudonyme wie Ellen Amos. Den Quellenangaben und Schallplattenauszeichnungen zufolge hat sie bisher mehr als 9,1 Millionen Tonträger verkauft, davon alleine in ihrer Heimat über 7,6 Millionen. Ihre erfolgreichste Veröffentlichung ist das dritte Studioalbum Under the Pink mit über 2,3 Millionen verkauften Einheiten.

## Alben

### Studioalben
| Jahr | Titel                       | Höchstplatzierung, Gesamtwochen, AuszeichnungChartplatzierungen (Jahr, Titel, Platzierungen, Wochen, Auszeichnungen, Anmerkungen) | Höchstplatzierung, Gesamtwochen, AuszeichnungChartplatzierungen (Jahr, Titel, Platzierungen, Wochen, Auszeichnungen, Anmerkungen) | Höchstplatzierung, Gesamtwochen, AuszeichnungChartplatzierungen (Jahr, Titel, Platzierungen, Wochen, Auszeichnungen, Anmerkungen) | Höchstplatzierung, Gesamtwochen, AuszeichnungChartplatzierungen (Jahr, Titel, Platzierungen, Wochen, Auszeichnungen, Anmerkungen) | Höchstplatzierung, Gesamtwochen, AuszeichnungChartplatzierungen (Jahr, Titel, Platzierungen, Wochen, Auszeichnungen, Anmerkungen) | Anmerkungen                                                             |
| Jahr | Titel                       | DE | AT | CH | UK | US | Anmerkungen                                                             |
| ---- | --------------------------- | --- | --- | --- | --- | --- | ----------------------------------------------------------------------- |
| 1988 | Y Kant Tori Read            | — | — | — | — | — | Erstveröffentlichung: Juni 1988 Verkäufe: + 7.000; als Y Kant Tori Read |
| 1992 | Little Earthquakes          | DE65 (10 Wo.)DE | — | — | UK14 Gold · (29 Wo.)UK | US54 ×2Doppelplatin · (38 Wo.)US                                                                                                  | Erstveröffentlichung: 13. Januar 1992 Verkäufe: + 2.250.000             |
| 1994 | Under the Pink              | DE15 (22 Wo.)DE | AT6 (21 Wo.)AT | CH11 (20 Wo.)CH | UK1 Platin · (18 Wo.)UK | US12 ×2Doppelplatin · (35 Wo.)US                                                                                                  | Erstveröffentlichung: 31. Januar 1994 Verkäufe: + 2.390.000             |
| 1996 | Boys for Pele               | DE9 (14 Wo.)DE | AT9 (13 Wo.)AT | CH14 (8 Wo.)CH | UK2 Gold · (7 Wo.)UK | US2 Platin · (29 Wo.)US | Erstveröffentlichung: 19. Januar 1996 Verkäufe: + 1.185.000             |
| 1998 | From the Choirgirl Hotel    | DE13 (11 Wo.)DE | AT11 (8 Wo.)AT | CH31 (5 Wo.)CH | UK6 Gold · (6 Wo.)UK | US5 Platin · (20 Wo.)US | Erstveröffentlichung: 1. Mai 1998 Verkäufe: + 1.150.000                 |
| 1999 | To Venus and Back           | DE11 (5 Wo.)DE | AT17 (5 Wo.)AT | CH27 (3 Wo.)CH | UK22 (3 Wo.)UK | US12 Platin · (11 Wo.)US | Erstveröffentlichung: 20. September 1999 Verkäufe: + 1.000.000          |
| 2001 | Strange Little Girls        | DE11 (8 Wo.)DE | AT18 (8 Wo.)AT | CH34 (6 Wo.)CH | UK16 (3 Wo.)UK | US4 (9 Wo.)US | Erstveröffentlichung: 14. September 2001                                |
| 2002 | Scarlet’s Walk              | DE9 (11 Wo.)DE | AT26 (6 Wo.)AT | CH21 (14 Wo.)CH | UK26 (2 Wo.)UK | US7 Gold · (22 Wo.)US | Erstveröffentlichung: 28. Oktober 2002 Verkäufe: + 500.000              |
| 2005 | The Beekeeper               | DE8 (7 Wo.)DE | AT8 (6 Wo.)AT | CH13 (5 Wo.)CH | UK24 (2 Wo.)UK | US5 (10 Wo.)US | Erstveröffentlichung: 20. Februar 2005                                  |
| 2007 | American Doll Posse         | DE10 (7 Wo.)DE | AT14 (8 Wo.)AT | CH15 (5 Wo.)CH | UK50 (2 Wo.)UK | US5 (6 Wo.)US | Erstveröffentlichung: 1. Mai 2007                                       |
| 2009 | Abnormally Attracted to Sin | DE16 (5 Wo.)DE | AT12 (4 Wo.)AT | CH14 (4 Wo.)CH | UK20 (2 Wo.)UK | US9 (9 Wo.)US | Erstveröffentlichung: 18. Mai 2009 Verkäufe: + 10.000                   |
| 2009 | Midwinter Graces            | — | — | — | UK97 (1 Wo.)UK | US66 (2 Wo.)US | Erstveröffentlichung: 10. November 2009                                 |
| 2011 | Night of Hunters            | DE12 (6 Wo.)DE | AT22 (6 Wo.)AT | CH33 (5 Wo.)CH | UK27 (1 Wo.)UK | US24 (4 Wo.)US | Erstveröffentlichung: 16. September 2011                                |
| 2012 | Gold Dust                   | DE48 (1 Wo.)DE | AT46 (1 Wo.)AT | CH95 (1 Wo.)CH | UK36 (1 Wo.)UK | US63 (1 Wo.)US | Erstveröffentlichung: 1. Oktober 2012                                   |
| 2014 | Unrepentant Geraldines      | DE15 (3 Wo.)DE | AT17 (4 Wo.)AT | CH20 (2 Wo.)CH | UK13 (2 Wo.)UK | US7 (1 Wo.)US | Erstveröffentlichung: 9. Mai 2014                                       |
| 2017 | Native Invader              | DE18 (3 Wo.)DE | AT21 (3 Wo.)AT | CH23 (2 Wo.)CH | UK16 (1 Wo.)UK | US39 (1 Wo.)US | Erstveröffentlichung: 8. September 2017                                 |
| 2021 | Ocean to Ocean              | DE26 (3 Wo.)DE | AT23 (1 Wo.)AT | CH15 (2 Wo.)CH | UK25 (1 Wo.)UK | US104 (1 Wo.)US | Erstveröffentlichung: 29. Oktober 2021                                  |

### Livealben
- 1999: To Venus and Back
- 2004: Welcome to Sunny Florida
- 2005: The Original Bootlegs
- 2007: Legs And Boots
- 2008: Live at Montreux 1991/1992
- 2010: From Russia with Love
- 2024: Diving Deep Live

### Kompilationen
| Jahr | Titel                                         | Höchstplatzierung, Gesamtwochen, AuszeichnungChartplatzierungen (Jahr, Titel, Platzierungen, Wochen, Auszeichnungen, Anmerkungen) | Höchstplatzierung, Gesamtwochen, AuszeichnungChartplatzierungen (Jahr, Titel, Platzierungen, Wochen, Auszeichnungen, Anmerkungen) | Höchstplatzierung, Gesamtwochen, AuszeichnungChartplatzierungen (Jahr, Titel, Platzierungen, Wochen, Auszeichnungen, Anmerkungen) | Höchstplatzierung, Gesamtwochen, AuszeichnungChartplatzierungen (Jahr, Titel, Platzierungen, Wochen, Auszeichnungen, Anmerkungen) | Höchstplatzierung, Gesamtwochen, AuszeichnungChartplatzierungen (Jahr, Titel, Platzierungen, Wochen, Auszeichnungen, Anmerkungen) | Anmerkungen                                                |
| Jahr | Titel                                         | DE | AT | CH | UK | US | Anmerkungen                                                |
| ---- | --------------------------------------------- | --- | --- | --- | --- | --- | ---------------------------------------------------------- |
| 2003 | A Tori Amos Collection – Tales of a Librarian | — | AT72 (1 Wo.)AT | — | UK74 Silber · (1 Wo.)UK | US40 (9 Wo.)US | Erstveröffentlichung: 17. November 2003 Verkäufe: + 95.000 |
| 2023 | Little Earthquakes – The B-Sides              | — | — | — | — | US173 (1 Wo.)US | Erstveröffentlichung: 22. April 2023                       |
| 2024 | Diving Deep Live                              | — | — | CH83 (1 Wo.)CH | — | — | Erstveröffentlichung: 6. Dezember 2024                     |

Weitere Kompilationen
- 1994: More Pink: The B-Sides
- 1995: Tori Amos
- 1997: Retrospective: The Benefit for Rainn

### EPs
| Jahr | Titel       | Höchstplatzierung, Gesamtwochen, AuszeichnungChartplatzierungen (Jahr, Titel, Platzierungen, Wochen, Auszeichnungen, Anmerkungen) | Höchstplatzierung, Gesamtwochen, AuszeichnungChartplatzierungen (Jahr, Titel, Platzierungen, Wochen, Auszeichnungen, Anmerkungen) | Höchstplatzierung, Gesamtwochen, AuszeichnungChartplatzierungen (Jahr, Titel, Platzierungen, Wochen, Auszeichnungen, Anmerkungen) | Höchstplatzierung, Gesamtwochen, AuszeichnungChartplatzierungen (Jahr, Titel, Platzierungen, Wochen, Auszeichnungen, Anmerkungen) | Höchstplatzierung, Gesamtwochen, AuszeichnungChartplatzierungen (Jahr, Titel, Platzierungen, Wochen, Auszeichnungen, Anmerkungen) | Anmerkungen                           |
| Jahr | Titel       | DE | AT | CH | UK | US | Anmerkungen                           |
| ---- | ----------- | --- | --- | --- | --- | --- | ------------------------------------- |
| 1996 | Hey Jupiter | — | — | — | — | US94 (3 Wo.)US | Erstveröffentlichung: 20. August 1996 |

Weitere EPs
- 1992: Crucify
- 1992: Winter
- 1994: Past the Misson
- 1996: Caught a Lite Sneeze
- 2004: Scarlet’s Hidden Treasures
- 2005: Exclusive Session
- 2020: Christmastide

### Soundtracks
- 2025: The Music of Tori and the Muses

### Interviewalben
- 1997: In Conversation
- 1998: Star Profiles
- 1998: Interview
- 1999: An Interview with Tori Amos
- 1999: Bild-CD mit Interviews
- 1999: Interview Sessions
- 2000: Maximum Tori
- 2000: Official Interview CD
- 2003: Interview CD and Book

## Singles

### Als Leadmusikerin
| Jahr | Titel Album                                           | Höchstplatzierung, Gesamtwochen, AuszeichnungChartplatzierungen (Jahr, Titel, Album, Platzierungen, Wochen, Auszeichnungen, Anmerkungen) | Höchstplatzierung, Gesamtwochen, AuszeichnungChartplatzierungen (Jahr, Titel, Album, Platzierungen, Wochen, Auszeichnungen, Anmerkungen) | Höchstplatzierung, Gesamtwochen, AuszeichnungChartplatzierungen (Jahr, Titel, Album, Platzierungen, Wochen, Auszeichnungen, Anmerkungen) | Höchstplatzierung, Gesamtwochen, AuszeichnungChartplatzierungen (Jahr, Titel, Album, Platzierungen, Wochen, Auszeichnungen, Anmerkungen) | Höchstplatzierung, Gesamtwochen, AuszeichnungChartplatzierungen (Jahr, Titel, Album, Platzierungen, Wochen, Auszeichnungen, Anmerkungen) | Anmerkungen                                             |
| Jahr | Titel Album                                           | DE | AT | CH | UK | US | Anmerkungen                                             |
| ---- | ----------------------------------------------------- | --- | --- | --- | --- | --- | ------------------------------------------------------- |
| 1991 | Silent All These Years Little Earthquakes             | — | — | — | UK26 (7 Wo.)UK | US65 (20 Wo.)US | Erstveröffentlichung: November 1991                     |
| 1992 | China Little Earthquakes                              | — | — | — | UK51 (2 Wo.)UK | — | Erstveröffentlichung: 20. Januar 1992                   |
| 1992 | Winter Little Earthquakes                             | — | — | — | UK25 (4 Wo.)UK | — | Erstveröffentlichung: 9. März 1992                      |
| 1992 | Crucify Little Earthquakes                            | DE84 (2 Wo.)DE | — | — | UK15 (6 Wo.)UK | — | Erstveröffentlichung: 12. Mai 1992                      |
| 1994 | Cornflake Girl Under the Pink                         | DE73 (9 Wo.)DE | — | — | UK4 (7 Wo.)UK | — | Erstveröffentlichung: 10. Januar 1994                   |
| 1994 | God Under the Pink                                    | — | — | — | UK44 (2 Wo.)UK | US72 (12 Wo.)US | Erstveröffentlichung: 3. Februar 1994                   |
| 1994 | Pretty Good Year Under the Pink                       | — | — | — | UK7 (5 Wo.)UK | — | Erstveröffentlichung: 7. März 1994                      |
| 1994 | Past the Mission Under the Pink                       | — | — | — | UK31 (4 Wo.)UK | — | Erstveröffentlichung: 16. Mai 1994                      |
| 1996 | Caught a Lite Sneeze Boys for Pele                    | — | — | — | UK20 (4 Wo.)UK | US60 (13 Wo.)US | Erstveröffentlichung: 1. Januar 1996                    |
| 1996 | Talula Boys for Pele                                  | — | — | — | UK22 (2 Wo.)UK | — | Erstveröffentlichung: 11. März 1996                     |
| 1996 | Professional Widow (It’s Got to Be Big) Boys for Pele | DE38 (8 Wo.)DE | AT23 (8 Wo.)AT | CH22 (11 Wo.)CH | UK1 Silber · (15 Wo.)UK | — | Erstveröffentlichung: 2. Juli 1996 Verkäufe: + 235.000  |
| 1996 | Hey Jupiter / Professional Widow Boys for Pele        | — | — | — | UK20 Silber · (16 Wo.)UK | — | Erstveröffentlichung: 20. Juli 1996 Verkäufe: + 200.000 |
| 1998 | Spark From the Choirgirl Hotel                        | — | — | — | UK16 (4 Wo.)UK | US49 (14 Wo.)US | Erstveröffentlichung: 20. April 1998                    |
| 1998 | Jackie’s Strength From the Choirgirl Hotel            | — | — | — | — | US54 (10 Wo.)US | Erstveröffentlichung: 15. September 1998                |
| 1999 | Bliss To Venus and Back                               | — | — | — | — | US91 (2 Wo.)US | Erstveröffentlichung: 24. August 1999                   |
| 1999 | Glory of the ’80s To Venus and Back                   | — | — | — | UK46 (2 Wo.)UK | — | Erstveröffentlichung: 1. November 1999                  |
| 2002 | A Sorta Fairytale Scarlet’s Walk                      | DE98 (1 Wo.)DE | — | — | UK41 (2 Wo.)UK | — | Erstveröffentlichung: 14. Oktober 2002                  |

Weitere Singles
- 1980: Baltimore / Walking with You (als Ellen Amos)
- 1988: The Big Picture (als Y Kant Tori Read)
- 1988: Cool on Your Island (als Y Kant Tori Read)
- 1991: Me and a Gun
- 1996: In the Springtime of His Voodoo
- 1998: Raspberry Swirl
- 1998: Cruel / Raspberry Swirl
- 1999: Jackie’s Strength (Remix)
- 1999: 1000 Oceans
- 2000: Concertina
- 2001: Strange Little Girl
- 2003: Taxi Ride
- 2003: Strange
- 2003: Don’t Make Me Come to Vegas
- 2003: Mary
- 2003: Angels
- 2005: Sleeps with Butterflies
- 2005: Sweet the Sting
- 2005: Cars and Guitars
- 2007: Big Wheel
- 2007: Bouncing off Clouds
- 2007: Almost Rosey
- 2009: Welcome to England
- 2009: A Silent Night with You
- 2011: Carry
- 2012: Flavor
- 2014: Trouble's Lament
- 2017: Cloud Riders
- 2017: Reindeer King
- 2020: Better Angels
- 2021: Speaking with Trees
- 2021: Spies

### Als Gastmusikerin
| Jahr | Titel Album    | Höchstplatzierung, Gesamtwochen, AuszeichnungChartplatzierungen (Jahr, Titel, Album, Platzierungen, Wochen, Auszeichnungen, Anmerkungen) | Höchstplatzierung, Gesamtwochen, AuszeichnungChartplatzierungen (Jahr, Titel, Album, Platzierungen, Wochen, Auszeichnungen, Anmerkungen) | Höchstplatzierung, Gesamtwochen, AuszeichnungChartplatzierungen (Jahr, Titel, Album, Platzierungen, Wochen, Auszeichnungen, Anmerkungen) | Höchstplatzierung, Gesamtwochen, AuszeichnungChartplatzierungen (Jahr, Titel, Album, Platzierungen, Wochen, Auszeichnungen, Anmerkungen) | Höchstplatzierung, Gesamtwochen, AuszeichnungChartplatzierungen (Jahr, Titel, Album, Platzierungen, Wochen, Auszeichnungen, Anmerkungen) | Anmerkungen                                               |
| Jahr | Titel Album    | DE | AT | CH | UK | US | Anmerkungen                                               |
| ---- | -------------- | --- | --- | --- | --- | --- | --------------------------------------------------------- |
| 1996 | Blue Skies Ima | — | — | — | UK26 (2 Wo.)UK | — | Erstveröffentlichung: 28. Oktober 1996 BT feat. Tori Amos |

Weitere Gastbeiträge
- 1994: I Wanna Get Back with You (Tom Jones feat. Tori Amos)
- 2010: Why Don’t You Love Me? (David Byrne & Fatboy Slim feat. Cyndi Lauper & Tori Amos)
- 2010: You’ll be Taken Care Of (David Byrne & Fatboy Slim feat. Tori Amos)

## Videoalben und Musikvideos

### Videoalben
| Jahr | Titel                    | Höchstplatzierung, Gesamtwochen, AuszeichnungChartplatzierungen (Jahr, Titel, Platzierungen, Wochen, Auszeichnungen, Anmerkungen) | Höchstplatzierung, Gesamtwochen, AuszeichnungChartplatzierungen (Jahr, Titel, Platzierungen, Wochen, Auszeichnungen, Anmerkungen) | Höchstplatzierung, Gesamtwochen, AuszeichnungChartplatzierungen (Jahr, Titel, Platzierungen, Wochen, Auszeichnungen, Anmerkungen) | Höchstplatzierung, Gesamtwochen, AuszeichnungChartplatzierungen (Jahr, Titel, Platzierungen, Wochen, Auszeichnungen, Anmerkungen) | Höchstplatzierung, Gesamtwochen, AuszeichnungChartplatzierungen (Jahr, Titel, Platzierungen, Wochen, Auszeichnungen, Anmerkungen) | Anmerkungen                                           |
| Jahr | Titel                    | DE | AT | CH | UK | US | Anmerkungen                                           |
| ---- | ------------------------ | --- | --- | --- | --- | --- | ----------------------------------------------------- |
| 2004 | Welcome to Sunny Florida | DE77 (1 Wo.)DE | — | — | — | US— GoldUS | Erstveröffentlichung: 18. Mai 2004 Verkäufe: + 50.000 |

Weitere Videoalben
- 1992: Little Earthquakes (Verkäufe: + 50.000, US: Gold)
- 1998: Live from New York
- 1998: The Complete Videos 1991–1998 (Verkäufe: + 50.000, US: Gold)
- 2002: Scarlet’s DVD
- 2003: A Sorta Fairytale
- 2003: A Tori Amos Collection – Tales of a Librarian (Limited-Edition)
- 2006: Fade to Red: Video Collection
- 2008: Live at Montreux 1991/1992
- 2009: Abnormally Attracted to Sin (Limited-Edition)
- 2009: Midwinter Graces (Limited-Edition)
- 2010: Live from the Artists Den
- 2011: Night of Hunters (Limited-Edition)

### Musikvideos
| Jahr | Titel                       | Regisseur(e)                  |
| ---- | --------------------------- | ----------------------------- |
| 1991 | Silent All These Years      | Cindy Palmano                 |
| 1992 | China                       | Cindy Palmano                 |
| 1992 | Winter                      | Cindy Palmano                 |
| 1992 | Crucify                     | Cindy Palmano                 |
| 1994 | Cornflake Girl (UK Version) | Big TV!                       |
| 1994 | God                         | Melodie McDaniel              |
| 1994 | Pretty Good Year            | Cindy Palmano, Sam Riley      |
| 1994 | Cornflake Girl (US Version) | Tori Amos, Nancy Bennett      |
| 1994 | Past the Mission            | Jake Scott                    |
| 1996 | Caught a Lite Sneeze        | Mike Lipscombe                |
| 1996 | Talula                      | Mark Kohr                     |
| 1996 | Hey Jupiter                 | Earle Sebastian               |
| 1996 | Professional Widow          |                               |
| 1998 | Spark                       | James Brown                   |
| 1998 | Jackie’s Strength           | James Brown                   |
| 1998 | Raspberry Swirl             | Barnaby & Scott               |
| 1999 | Bliss                       | Loren Haynes                  |
| 1999 | 1000 Oceans                 | Erick Ifergan                 |
| 1999 | Glory of the ’80s           | Erick Ifergan                 |
| 2001 | Strange Little Girl         | David Slade                   |
| 2002 | A Sorta Fairytale           | Sanji                         |
| 2003 | Mary                        |                               |
| 2005 | Sleeps with Butterflies     | Laurent Briet                 |
| 2005 | Sweet the Sting             | Alex Smith                    |
| 2007 | Big Wheel                   | Tori Amos, Blaise Reutersward |
| 2007 | Bouncing off Clouds         | Tori Amos, Blaise Reutersward |
| 2009 | Welcome to England          | Christian Lamb                |
| 2011 | Carry                       | Victor de Mello               |
| 2011 | Nautical Twilight           | Victor de Mello               |

## Boxsets
- 1995: Under the Pink & Little Earthquakes
- 2006: A Piano: The Collection
- 2008: Scarlet’s Walk / The Beekeeper

## Statistik

### Chartauswertung
|                     | DE     | AT     | CH     | UK     | US     |
| ------------------- | ------ | ------ | ------ | ------ | ------ |
| Nummer-eins-Alben   | DE—DE  | AT—AT  | CH—CH  | UK1UK  | US—US  |
| Top-10-Alben        | DE4DE  | AT3AT  | CH—CH  | UK3UK  | US7US  |
| Alben in den Charts | DE14DE | AT13AT | CH13CH | UK14UK | US17US |

|                       | DE    | AT    | CH    | UK     | US    |
| --------------------- | ----- | ----- | ----- | ------ | ----- |
| Nummer-eins-Singles   | DE—DE | AT—AT | CH—CH | UK1UK  | US—US |
| Top-10-Singles        | DE—DE | AT—AT | CH—CH | UK3UK  | US—US |
| Singles in den Charts | DE4DE | AT1AT | CH1CH | UK16UK | US6US |

### Auszeichnungen für Musikverkäufe
| Goldene Schallplatte - Australien - 1994: für das Album Little Earthquakes - 1997: für die Single Professional Widow (It’s Got to Be Big) - 2000: für das Album Boys for Pele - 2008: für das Album A Tori Amos Collection – Tales of a Librarian - Belgien - 2003: für das Album Little Earthquakes - Kanada - 1993: für das Album Little Earthquakes - 1994: für das Album Under the Pink - 1996: für das Album Boys for Pele - 1998: für das Album From the Choirgirl Hotel - Niederlande - 2001: für das Album Under the Pink - 2001: für das Album Little Earthquakes - Polen - 2009: für das Album Abnormally Attracted to Sin |

Anmerkung: Auszeichnungen in Ländern aus den Charttabellen bzw. Chartboxen sind in ebendiesen zu finden.
| Land/RegionAuszeichnungen für Musikverkäufe (Land/Region, Auszeichnungen, Verkäufe, Quellen) | Silber     | Gold       | Platin     | Verkäufe  | Quellen         |
| -------------------------------------------------------------------------------------------- | ---------- | ---------- | ---------- | --------- | --------------- |
| Australien (ARIA)                                                                            | —          | 4× Gold4   | —          | 140.000   | aria.com.au     |
| Belgien (BRMA)                                                                               | —          | Gold1      | —          | 25.000    | ultratop.be     |
| Kanada (MC)                                                                                  | —          | 4× Gold4   | —          | 200.000   | musiccanada.com |
| Niederlande (NVPI)                                                                           | —          | 2× Gold2   | —          | 80.000    | nvpi.nl         |
| Polen (ZPAV)                                                                                 | —          | Gold1      | —          | 10.000    | olis.pl         |
| Vereinigte Staaten (RIAA)                                                                    | —          | 4× Gold4   | 7× Platin7 | 7.650.000 | riaa.com        |
| Vereinigtes Königreich (BPI)                                                                 | 3× Silber3 | 3× Gold3   | Platin1    | 1.060.000 | bpi.co.uk       |
| Insgesamt                                                                                    | 3× Silber3 | 19× Gold19 | 8× Platin8 |           |                 |